# Cheiloclinium klugii
Cheiloclinium klugii är en benvedsväxtart som beskrevs av Albert Charles Smith. Cheiloclinium klugii ingår i släktet Cheiloclinium och familjen Celastraceae. Inga underarter finns listade.